# Ermenonville-la-Petite
Ermenonville-la-Petite – miejscowość i gmina we Francji, w Regionie Centralnym, w departamencie Eure-et-Loir.
Według danych na rok 1990 gminę zamieszkiwało 160 osób, a gęstość zaludnienia wynosiła 31 osób/km² (wśród 1842 gmin Centre, Ermenonville-la-Petite plasuje się na 977. miejscu pod względem liczby ludności, natomiast pod względem powierzchni na miejscu 1358.).